# Морган, Хью (футболист, 1875)
Хью Мо́рган (англ. Hugh Morgan; 1875 или 1876 — дата смерти неизвестна) — шотландский футболист, нападающий.

## Футбольная карьера
Уроженец Ланаркшира, Морган начал карьеру в клубе «Хартхилл Тисл». В 1895 году перешёл в «Эйрдрионианс», за который провёл 14 матчей.
В 1896 году стал игроком английского «Сандерленда». Провёл за клуб 61 матч и забил 17 мячей. В сезоне 1897/98 помог «Сандерленду» завершить сезон на 2-м месте.
В феврале 1899 года перешёл в «Болтон Уондерерс» за 250 фунтов. Провёл за клуб 47 матчей и забил 16 мячей. В сезоне 1899/1900 «Болтону» занять второе место во Втором дивизионе и выйти в Первый дивизион.
В декабре 1900 года стал игроком клуба «Ньютон Хит» из Манчестера. Дебютировал за клуб 15 декабря 1900 года в матче против «Линкольн Сити», отметившись забитым мячом в своей первой игре за команду. Всего в сезоне 1900/01 провёл за клуб в рамках лиги 20 матчей и забил 4 мяча (из них два — c пенальти), также сыграл в 3 матчах Кубка Англии и 3 матчах Большого кубка Манчестера, включая проигранный финал против «Манчестер Сити».
В июле 1901 года перешёл к сопернику «Ньютон Хит», в клуб «Манчестер Сити». Дебютировал за «Сити» 7 сентября 1901 года в матче против «Сандерленда». В сезоне 1901/02 провёл за клуб 15 матчей (12 — в лиге и 3 в — Кубке Англии) и забил 2 мяча.
Летом 1903 года подписал контракт с клубом «Аккрингтон Стэнли», в котором провёл один сезон.
В мае 1904 года перешёл в клуб Второго дивизиона «Блэкпул». Дебютировал за клуб в первом матче сезона 1904/05 против «Лестер Фосс» 3 сентября 1904 года. Провёл за клуб 25 матчей в лиге, забив 4 мяча (включая гол на выезде в ворота своей бывшей команды, «Манчестер Юнайтед», 24 апреля 1905 года, когда «Юнайтед» обыграл «Блэкпул» со счётом 3:1 — это был последний матч Моргана в профессиональном английском футболе). Также он забил единственный гол «Блэкпула» в Кубке Англии того сезона, это произошло 14 января 1905 года в матче первого раунда против «Бристоль Сити».
В сезоне 1906/07 выступал за шотландский клуб «Гамильтон Академикал», сыграв за него 22 матча и забив 11 мячей в чемпионате.